# Coup de Foudre!!
 (septembre 2017).
Si vous disposez d'ouvrages ou d'articles de référence ou si vous connaissez des sites web de qualité traitant du thème abordé ici, merci de compléter l'article en donnant les références utiles à sa vérifiabilité et en les liant à la section « Notes et références ».
Albums de Offenbach
Rock Bottom
(1980) Tonnedebrick
(1983)
Singles
1. Ouv'moé ta porte / Poison rouge
Sortie : 1981
2. Rock de v'lours / Pourquoi mourir d'amour
Sortie : 1981

Coup de Foudre !! est le sixième album studio du groupe de rock et blues québécois Offenbach, sorti en 1981.

## Présentation
Malgré l'échec du précédent album Rock Bottom, John McGale ne s’avoue pas vaincu et reprend l’écriture, seul ou en compagnie de Breen LeBoeuf et compose la musique de cinq des dix chansons de ce nouvel album Coup de Foudre !!.
Enregistré dans un édifice désaffecté afin d’obtenir un son live, cet album est bien reçu par la critique musicale. Malgré la faible diffusion radiophonique, il connaît du succès auprès des admirateurs du groupe.
Plume Latraverse fait un duo avec Gerry Boulet sur la chanson Poison rouge (Chanson sur le vin et les femmes), dont il a d'ailleurs écrit le texte alors que Gerry a composé la musique. Plume a aussi écrit le texte pour la chanson Palais des glaces (Sueurs froides) sur une musique de John McGale.

## Liste des titres
|       | 'Face A'                                        |                                               |      |
| A1.   | Palais des glaces (Sueurs froides)              | Michel Latraverse / John McGale               | 3:28 |
| A2.   | Rock de v'lours                                 | André Saint-Denis / Breen LeBoeuf / J. McGale | 2:59 |
| A3.   | Pourquoi mourir d'amour                         | A. Saint-Denis / Gerry Boulet                 | 3:44 |
| A4.   | À la porte du bonheur                           | A. Saint-Denis / B. LeBoeuf / J. McGale       | 4:15 |
| A5.   | Une fille sans famille                          | Pierre Côté / J. McGale                       | 4:27 |
|       | 'Face B'                                        |                                               |      |
| B1.   | Le Bar salon des deux toxons                    | P. Côté / J. Gravel                           | 2:58 |
| B2.   | J'me crinque un blues                           | A. Saint-Denis / G. Boulet                    | 4:35 |
| B3.   | Hit an' Run                                     | P. Côté / J. McGale                           | 4:00 |
| B4.   | Poison rouge (Chanson sur le vin et les femmes) | M. Latraverse / G. Boulet                     | 3:34 |
| B5.   | Ouv'moé ta porte                                | P. Côté / J. Gravel                           | 3:52 |
| 38:21 |                                                 |                                               |      |

## Crédits
| - Gerry Boulet : chant, orgue Hammond, piano, saxophone alto sur Le Bar salon des deux toxons - Jean « Johnny » Gravel : guitare, chœurs - John McGale : guitare, chœurs, saxophone ténor sur Le Bar salon des deux toxons et Poison rouge (Chanson sur le vin et les femmes) - Breen LeBoeuf : basse, chant sur Rock de v'lours et Hit an' Run, chœurs - Bob Harrison : batterie Invité - Plume Latraverse : chant sur Poison rouge (Chanson sur le vin et les femmes) (duo avec Gerry sur le single) | - Arrangements et réalisation : Offenbach - Ingénierie : Louis Gauthier assisté de Cliff Bonnel - Mixage : Louis Gauthier assisté de Normand Corbeil - Studios : studio Tempo, studio mobile Filtroson, studio Saint-Charles - Pochette (conception et réalisation graphique) : Vittorio |